# Gibbsville
Gibbsville – jednostka osadnicza w Stanach Zjednoczonych, w stanie Wisconsin, w hrabstwie Sheboygan.